# Ganguetoque
Ganguetoque (em hindi e nepali: गंगटोक) é a capital do estado indiano de Siquim. Tem cerca de 30 000 habitantes.